# 웨식스가
웨식스가(House of Wessex) 혹은 체르디치가(고대 영어: Cerdicingas 체르디칭가스)는 웨식스 왕국 및 초기 잉글랜드 왕국의 왕가이다. 519년부터 927년까지 웨식스를 지배하였으며, 웨식스가 잉글랜드 왕국으로 국호를 변경한 927년부터 1066년까지는 잉글랜드 왕국을 지배하였다.

## 같이 보기
- 웨식스 국왕
- 웨식스
- 잉글랜드 국왕